# Guitarister kendt for at spille Fender Telecaster
Dette er en Liste over musikere kendt for at spille Fender Telecaster enten ved liveoptrædener eller på studieindspilninger.
Virksomheden Fender blev grundlagt af Leo Fender og producerer strengeinstrumenter og forstærkere. Leo Fender designede i 1951 en elektrisk guitar med massiv krop og én pick-up. Guitaren blev kaldt Esquire. Kort efter blev udviklet en model med to pick-up’er, der blev solgt under navnet Fender Broadcaster, men da en anden virksomhed solgte et trommesæt under navnet Broadcaster, blev navnet hurtigt ændret til Telecaster. Telecasteren er den første masseproducerede elektriske guitar med massiv krop og har opnået stor popularitet blandt guitarister.
Som følge af den betydelige popularitet som denne guitarmodel nyder, er nedenfor alene angivet musikere, hvis anvendelse af guitaren har været særlig betydningsfuld eller markant, dvs. guitarister, der:
- har en lang karriere og historik under anvendelse af Telecaster-guitaren
- er - eller har været - indehaver af en bestemt guitar, der var unik eller har historisk betydning
- i betydelig grad har medvirket til at gøre guitaren populær som følge af guitaristens brug af Telecasteren.

Guitarister med brug af Esquire-guitaren medtages under samme vilkår, da Fender anser den som en del af "Telecaster-familien". Selvom Esquire'en med sin ene pick-up siden 1951 er blevet markedsført selvstændigt i forhold til Telecasteren med to pick-up'er, er de to modeller så nært forbundne i udvikling og historie samt design og karakteristik, at de anses som varianter af den samme model.

## A-E
- Syd Barrett (1946–2006), guitarist, sanger og sangskriver i det oprindelige Pink Floyd, benyttede en unik spejlbeklædt Esquire[2] og en Tele Custom fra 1960'erne.

- Jeff Beck (født 1944) Da Beck fik sit gennembrud med The Yardbirds i midten af 1960'erne fik Beck nye lyde og udtryk ud af en slidt Fender Esquire. Hans bidrag til "Heart Full of Soul" og "Evil Hearted You" definerede den psykedeliske guitar.[3]
- Frank Black (født 1965) fra The Pixies har spillet Telecaster det meste af sin karriere.[4]
- Mike Bloomfield (1943–1981) spillede en Telecaster på det første album med Paul Butterfield Blues Band, der anses som et banebrydende eksempel på post-Chicago elektrisk blues. Han spillede på den samme Telecaster på Bob Dylans hit single "Like a Rolling Stone" og albummet Highway 61 Revisited. Da Bob Dylan "gik elektrisk" på Newport Folk Festival i 1965 til flere publikummers ophidselse, spillede Bloomfield på sin Telecaster.[5][6]
- Roy Buchanan (1939–1988), en amerikansk blues- og rockmusiker, der bl.a. inspirerede Jeff Beck, anses som en pioner indenfor udviklingen af Telecaster-lyden[7] og spillede Telecaster gennem hele sin solokarriere.[8] ) Han spillede en 1953 Telecaster han kaldte Nancy. Guitaren blev koblet direkte i forstærkeren og benyttede i stedet guitarens volumenkontrol til at styre lyden.
- Jeff Buckley (1966–1997), en amerikansk singer-songwriter og guitarist brugte en '83 toploader Telecaster ved alle sine optrædener og indspilninger.[9]
- James Burton (født 1939) har spillet Telecaster siden han var 13 og har haft indflydelse på mange andre guitarister. Han var en af de mest fremtrædende Telecaster-spillere i slutningen af 1950'erne, hvor han næsten hver uge optrådte på amerikansk tv med Ricky Nelson i programmet Adventures of Ozzie & Harriet.[10] Hans mest berømte guitar er en Paisley Red Tele, som han benyttede offentligt første gang under en optræden med Elvis Presley.[11] Han har også spillet med Gram Parsons og Merle Haggard. Han skrev forordet til A. R. Duchossoirs bog om Telecasterens historie.[12]

- Anna Calvi (født 1980), guitarist, sanger og sangskriver, spiller på en sunbust Telecaster. Hun havde set Jeff Buckley spille telecaster og købte som 16-årig herefter en fabriksny '97 Telecaster, som hun har benyttet ved alle sine indspilninger.[13]
- Albert Collins (1932–1993) ("The Master of the Telecaster") skabte sin originale blues-lyd ved brug af åben stemning i mol og en capodestra højt oppe på halsen.[14] Fender har fremstillet en signaturmodel kaldet Albert Collins Signature Telecaster[15] baseret på Collins' '66 model.
- Graham Coxon (født 1969), guitarist i bandet Blur, har spillet Telecaster i størstedelen af sin karriere, og opnåede en særlig lyd understreget af diverse effekter, hvilket var et væsentligt element i Blurs succes i 1990'erne. Han spiller på en hvid 1968 Telecaster med en Gibson PAF Pickup, en 1960 Lake Placid blå Telecaster Relic og en 1972 Telecaster Deluxe. I tiden med Blur brugte han også en genudgivet 1952 hvid Telecaster.[16]
- Steve Cropper (født 1941) kendt som studiemusiker og som medlem af Booker T. & the M.G.'s har medvirket på et stort antal indspilninger med artister fra Stax Records, som eksempelvis Otis Redding and Sam & Dave, og senere i Blues Brothers Band har spillet Telecaster i hele sin karriere.[17][18]
- Denny Dias fra Steely Dan gjorde det populært i 1970'erne at benytte Telecaster med enkelt-pick-up'erne udskiftet med dobbelt-humbuckere og med en Stratocaster-lignende strengeholder.[19]
- Jerry Donahue (født 1946) fra Fairport Convention udgav et soloalbum i 1986 med titlen Telecasting og var medlem af en Telecaster-trio, der hed The Hellecasters.[20] Et andet medlem af Hellecasters fra 1993, Will Ray, har fået to Telecaster signaturmodeller opkaldt efter sig: The Jazz-a-Caster og The Mojo-Tele.[21]
- Bob Dylan (født 1941) ejede i begyndelsen af 1960'erne en sort og hvid Telecaster, der var blandt hans første elektriske guitarer og som skabte kontrovers med mange daværende fans. Han benyttede guitaren på sin turne i Australien og Europa, hvorefter Robbie Robertson overtog den og brugte den på The Bands fire første albummer og under koncerter.[22][23]

## F-J
- John Flansburgh (født 1960), sangskriver og guitarist i They Might Be Giants, ejer og benytter ofte to venstrehåndede Telecastere under koncerter. Han mest ikoniske guitar er 'The Mojo Chessmaster', en venstrehåndet Telecaster med en krop bygget af Chris Cush fra The Mojo guitar shop.[24] 'The Mojo Chessmaster' er afbildet på diverse PR-fotos og musikvideoer for bandet siden begyndelsen af 1990'erne.
- Bill Frisell (født 1951), en jazzguitarist kendt for sin stemningsfulde legato-klange har i de flere år benyttet Telecasteren som sin foretrukne guitar.[25]
- Noel Gallagher (født 1967) spillede i begyndelsen af 2000'erne på en række Telecastere fra 1960'erne med Oasis.[26]
- Danny Gatton (1945–1994) spillede på en modificeret '53 Telecaster, hvis specifikationer blev benyttet af Fender, da de fremstillede en Danny Gatton signaturmodel, herunder en særlig intonering af den klassiske tre-sadlede bro og brug af Joe Barden pickup'er.[27]
- David Gilmour (født 1946) har benyttet Telecastere og Esquirere udover hans ofte benyttede Fender Stratocaster. Hans slidte Esquire blev benyttetpå Gilmours soloalbum fra 1978 David Gilmour,[28] og studieversioner af "Run Like Hell" fra Pink Floyds The Wall,[29] og senere på Paul McCartneys album Run Devil Run album. Telecasteren var også afbildet på bagsiden af coveret til Gilmours andet soloalbum About Face.[28] Han benyttede Telecaster på en række tidligere indspilninger og benyttede en sunburst Telecaster til næste alle guitarsoli på nummeret "Dogs" på Pink Floyds album fra 1977 Animals.[30] He benyttede en gul nyere produceret '52 Telecaster ved live-opførelse af "Run Like Hell" på livealbummerne Delicate Sound of Thunder og Pulse,[31][32] og ved opførelse af "Astronomy Domine" (oprindeligt skrevet af Esquire-spilleren Syd Barrett) under turnéen i forbindelse med udgivelsen af The Division Bell.[32]

- Jonny Greenwood (født 1971) fra Radiohead har siden slutningen af 80'erne spillet Telecastere. Den mest benyttede er en Telecaster Plus med diverse modificeringer af pick-up og kontakter.[33]
- Merle Haggard (1937-2016) - revolutionerede countrymusikken med sin "twangy" Telecaster-lyd sammen med Buck Owens og Roy Nichols.[34]
- George Harrison (1943–2001) fra The Beatles fik en prototype af en Rosewood Telecaster fra Fender i 1968 med det formål at gøre guitaren kendt. Guitaren er i dag grundlag for Fenders signaturmodel 'George Harrison Signature Telecaster'. Fender fremstillede to prototyper af guitaren, valgte den bedste og fløj den til London og overleverede den til Harrison på Apples kontorer i december 1968. Harrison benyttede guitaren under Beatles' 'Get Back Sessions' og på albummerne Let It Be (udgivet i 1970) og Abbey Road fra 1969. Harrison benyttede også Telecasteren, da Beatles gav deres sidste offentlige optræden på taget af Apples kontorer i London i 1969, foreviget i filmen Let It Be.[35] Harrison forærede senere guitaren til Delaney Bramlett.[27]
- PJ Harvey (født 1969) anvendte i begyndelsen af sin karriere en '67 Telecaster, som hun havde lånt fra John Parish. I et interview med magasinet Guitar Player udtalte hun, at "Johns Telecaster er tættere på mit hjerte. Den er på alle mine plader — Jeg plejede at hugge den hele tiden."[36] Da hun i 2000 modtog Mercury Music Prize, købte hun sin egen 60'er Telecaster.
- Steve Howe (født 1947), britisk musiker kendt fra bandet Yes, har siden 1974 og albummet Relayer benyttet en 1955 Telecaster, modificeret med forskellige kontakter og en humbucker i halsen. Han har siden benyttet Telecastere i liveoptrædener og under indspilninger.[37]
- Chrissie Hynde (født 1951), amerikansk musiker i det britiske band The Pretenders benytter ofte en blå Telecaster, der har været afbildet på albummet Get Close fra 1986.[38]
- Waylon Jennings (1937–2002), en af countrymusikkens legender, spillede på flere '53 Telecastere, der var viklet ind i et etui af sort/hvid læder og med blomster motiver. Han spillede på flere Telecastere, men primært på de to fra '53. Fender har til hans ære fremstillet en Waylon Jennings Tribute Telecaster.[39]
- Wilko Johnson (født 1947), en britisk R&B- og pubrock-legende, der var eksponent for 'machine gun'-spillestillen, der har inspireret flere punk- og speed metal-guitarister, har spillet på den samme sorte Telecaster med rød slagplade siden han var med til at danne bandet Dr. Feelgood og senere med Ian Durys Blockheads og i sine egne bands. "Wilko Johnson var punkguitaristernes punkguitarist fra Dr Feelgood"[40]
- John 5 (født 1971) en heavy metal/country guitarist, der har spillet med Marilyn Manson og er kendt for sin shredding-teknik. Han spiller i dag med Rob Zombie og i sit eget John 5 and The Creatures. Fender har fremstillet en J5 Signature Telecaster co-designet med John 5.[41]

## K-P
- Richie Kotzen (født 1970), amerikansk guitarist, der udover en lang solokarriere har spillet i bl.a. Poison og Mr. Big, har fået en sunburst signaturmodel af en Telecaster (TLR-155RK) opkaldt efter sig.[42][43][44]
- Albert Lee (født 1943), engelsk guitarist, der af Eric Clapton er kaldt "verdens bedste guitarist",[45] har spillet Telecastere siden 1963.[20] Han spiller dog også andre guitarer og spiller i dag primært Music Man. Han har skrevet forord til A. R. Duchossoirs bog om Telecasterens historie.[46]
- Alex Lifeson (født 1953), guitarist i Rush, spiller ofte Telecaster under liveoptrædener og under indspilninger.[47]
- Johnny Marr (født 1963), guitarist i The Smiths, spiller på flere forskellige guitarer, men særlig i begyndelsen på Telecastere. Marr benyttede en Telecaster oprindelig indkøbt for £17 på The Smiths' hit "This Charming Man" fra 1983.[48][49]
- Tom Morello (født 1964) spiller en sort 1982 Fender Telecaster "Sendero Luminoso" stemt i drop D, der er benyttet til indspilningen af de fleste af Rage Against the Machines sange.[50]
- Roy Nichols (1932–2001) var guitarist i Merle Haggards gruppe The Strangers og var kendt for sin "chicken pickin'-teknik" på sine Telecastere. Der er på hans gravsten indgraveret et billede af en Telecaster.[51]
- Mike Oldfield (født 1953), fik som 16-årig en hvid Telecaster, som havde tilhørt Marc Bolan.[52] Han benyttede guitaren på alle guitardelene på sit debut- og gennembrudsalbum Tubular Bells og benyttede også guitaren på senere album.
- Buck Owens (1929–2006) var med Don Rich og parrets Telecastere med til at definere den rå 'Bakersfield sound' indenfor countrymusikken i begyndelsen af 1960'erne.[53] Owens' Telecaster var guldfarvet med rødt, hvidt og blåt slagbræt (farverne i det amerikanske flag).
- Jimmy Page (født 1944) er mest kendt for sine Gibson Les Paul guitarer, men benyttede en Telecaster i begyndelsen som guitarist i The Yardbirds og på Led Zeppelins første album. Han havde fået guitaren af Jeff Beck, da Beck forlod the Yardbirds.[54] Page satte først spejle på guitaren og malede den senere i psykedeliske farver, og Fender har senere fremstillet signaturmodeller baseret på begge af Pages design.[55][56] Page benyttede også en Telecaster på indspilningen af Stairway to Heaven, et af Led Zeppelins mest kendte numre.[57] Page brugte også en Telecaster ved indspilningen af soloalbummet Outrider og den efterfølgende turne.[58]
- Brad Paisley (født 1972), amerikansk countrymusiker, spiller på en række Telecastere og Telecaster-lignende modeller, herunder en rød '68 Telecaster (den samme model, der gjorde James Burton berømt), han kalder "Old Pink." Han har på flere af sine guitarer indbygget en G-bender. Paisley har flere Telecaster-lignende modeller bygget af Crook Custom Guitars.[59] I 2017 udgav Fender en Brad Paisley Signature Telecaster.[60][61]
- Luther Perkins (1928–1968), der spillede med Johnny Cash i dennes backingband 'Tennessee Three' brugte sin Esquire til at skabe den "boom-chicka" rytme, der karakteriserede meget af Cashs musik.[62]
- Prince (1958-2016) havde forkærlighed for Telecastere, men de guitarer, som Prince spillede var dog ikke fremstillet af Fender, men derimod af Hoehner i "Telecaster-stil".[63]

## Q-Z
- Don Rich (1942–1974) var med sin Telecaster med til at skabe de basrytmer og "chicken pickin'-stil", der var en essentiel del af "the Bakersfield sound", da han spillede med Buck Owens & The Buckaroos.[53]
- Keith Richards (født 1943) fra The Rolling Stones ejer en større guitarsamling, men spiller oftest Telecaster.[64] Hans primære guitar er en sort '53 Telecaster kaldet "Micawber", hvis 5 strenge er stemt i open G og med en humbucker i halsen.[65] Richards har ejet "Micawber" siden Exile on Main Street.[63]
- Robbie Robertson (født 1943) fra The Band benyttede Telecastere fra 1958 til 1974. Telecasteren kan høres på mange af The Bands indspilninger.[66][22]

- Jim Root (født 1971), amerikansk musiker kendt fra bl.a. Slipknot og Stone Sour spiller Fender Telecastere, Stratocastere og Jazzmastere og har fået en Telecaster-signaturmodel særlig velegnet for metal opkaldt efter sig.[67][68]
- Arlen Roth (født 1952) amerikansk guitarist, hvis debutalbum i 1978 modtog kritikerprisen ved Montreux Jazzfestivalen og som var den førende klummeskriver ved Guitar Magazine fra 1982 til 1992, er en Telecasterentuisiast. Udover sine soloalbum har han spillet med så forskellige artister som John Prine, Rick Wakeman og Paul Simon.[69] Han har skrevet bogen Masters of the Telecaster.[70][71]
- Bruce Springsteen (født 1949) har længe spillet på en 1952 Esquire opgraderet med Telecaster pickup ved halsen. Guitaren ses på Springsteens album fra 1975 Born to Run.[72][63]

- Status Quos guitarister Francis Rossi (født 1949) og Rick Parfitt (1948-2016) spillede begge Telecastere.[73][74]
- Mike Stern (født 1953) er en af de få jazz-guitarister, der spiller Telecaster. Mike Stern spillede med Billy Cobham, inden Miles Davis foretog indspilninger med Stern i første halvdel af 1980'erne, herunder på albummet The Man With The Horn og We Want Miles. Efter samarbejdet med Miles indspillede Stern flere soloalbum.[75] Sterns købte sin første Telecaster fra Danny Gatton i 1975; den havde oprindeligt tilhørt Roy Buchanan. Denne guitar blev stjålet og erstattet af en specialbygget Telecaster-lignende guitar. Yamaha har i 1996 fremstillet en Pacifica 1511 Mike Stern signaturmodel, en Telecaster-lignende guitar baseret på en Aronson guitar.[76]
- Joe Strummer (1952–2002) fra The Clash var en af de mest fremtrædende punk-guitarister, der spillede Telecaster. Strummer spillede på den samme Telecaster gennem sin karriere; en 1964 Sunburst, som Strummer havde malet sort og påsat klistermærker. Han spillede også en hvid Esquire i slutningen af 1970'erne.[77] Guitaren er fra 2005 udstillet på Cleveland's Rock & Roll Hall of Fame udlånt af Strummers enke.[78]
- Marty Stuart (født 1958) har gennem det meste af sin karriere været en trofast Telecaster-spiller. The Fender Custom Shop fremstiller en 'Limited Edition Marty Stuart Tribute Telecaster' med forskellige modificeringer, som han har benyttet under sit samarbejde med Buck Owens, Don Rich, Mick Ronson og Clarence White.[79] Marty Stuart ejer også den originale Parsons/White prototype B-bender Telecaster, som Clarence White ejede. Stuart ejer også Don Richs Telecaster, som han fik af Buck Owens.[80]
- Andy Summers (født 1942) fra The Police har næsten altid spillet på sin sunburst '61/'63 Telecaster Custom, der er modificeret med en Gibson humbucker i halsen og benyttet med en lang række effekter. Den distinkte lyd af Summers Telecaster på indspilninger som "Walking on the Moon", " Don’t Stand So Close To Me" var en væsentlig faktor i The Polices musikalske udtryk og lyd.[81][63] Fender har fremstillet en Andy Summers Tribute Telecaster.[82]
- Pete Townshend (født 1945), blev berømt for (bl.a.) at smadre sin Telecastere i 1960'erne med The Who,[83] men han undlod dog at smadre sin yndlingsguitar, en 1952 vintage Telecaster.[84]

- Joe Trohman (født 1984), guitarist i Fall Out Boy og The Damned Things, har fået en signatur Telecaster fremstillet af Squier, som han ofte bruger til indspilninger og på scenen.[85]
- Keith Urban (født 1967) spiller ofte Telecaster,[86] hvoraf en har tre pickup'er.[87]
- Muddy Waters (1913-1983), der ofte betegnes som "the father of modern Chicago Blues",[88] spillede i begyndelsen af sin karriere på forskellige guitarer, men det var med Telecasteren, at han fik defineret sit musikalske udtryk. Med sin "mur af elektrisk lyd" dannede han bro mellem blues og rock. Han spillede på en rød modificeret Telecaster indtil sin død i 1983.[62] Telecasteren er i dag udstillet på Rock & Roll Hall of Fame and Museum i Cleveland. Frem til 2010 solgte Fender en Muddy Waters Telecaster i Fenders signaturmodel-serie.
- Clarence White (1944–1973) fra The Byrds opfandt sammen med trommeslageren Gene Parsons B-Bender'en, en mekanisk del, der kan få Telecasteren til at lyde som en pedal steel guitar.[89]